# 真维斯
真维斯国际(香港)有限公司是一家以销售休闲服饰为主的港资企业。
2011年，清華大學第四教學樓掛牌改名為「真維斯樓」，引起校內外廣泛關注。